# Tehnologija starog Rima
Tehnologija starog Rima je dala najveće tehničare i inženjere antičkoga svijeta i neki čak kažu da je sama rimska civilizacija jedno veliko tehničko postignuće. Činjenica da je stari Rim dao nama poznate inženjere, od kojih su neki pisali knjige (što uopće nije bilo uobičajeno za inženjere), poput Vitruvija i Frontina (oko 40. – 103.) sama po sebi svjedoči o važnosti inženjerstva i tehnologije za rimsku civilizaciju. Građene su popločene ceste, javne zgrade, sportski objekti i akvadukti. U tom razdoblju nije bilo većih otkrića u tehnologiji, ali su postojeća umijeća i naprave razvijena i poboljšana za uporabu u velikim razmjerima. Rimljani su bili veliki improvizatori, bitno su poboljšali postojeću tehnologiju, ali su dali tek rijetke nove izume. Manje uzvišen izum, ali ne i manje važan za rimsku civilizaciju, je cement, koji je bio ključna nova tehnologija koju su uveli Rimljani, a koja je gradnju od kamena učinila mnogo jednostavnijom i jeftinijom, što je doslovno zacementiralo širenje Rimskoga carstva. Dok je rimska tehnologija cvjetala, rimske znanosti gotovo da i nema. Vrlo je malo djela prevedeno s starogrčkog. Rimljani nisu cijenili grčku matematiku, znanosti i učenost u cjelini. Rim nije dao znanstvenike. To zbunjuje one koji smatraju da su znanost i tehnologija uvijek i nužno povezane.

## Postignuća starorimske tehnologije

### Poljodjelstvo – plug, pompejski mlin, žetelica
Etruščansko je poljodjelstvo dosegnulo visok stupanj. Proširili su napredne metode isušivanja tla, omogućivši obrađivanje područja koja su prije toga bila močvarna ili su ih uništavale poplave. Primjer toga je mreža podzemnih kanala u Laciju. S prestankom etruščanske vlasti u Laciju posjedi prijašnjih gospodara razdijeljeni su na male komade. No sječa šuma koja se provodila da bi se povećala obradiva površina izazvala je jače plavljenje, a time i bujice, što je pojačalo ispiranje tankog sloja tla. Iskorišteno tlo pretvarano je u pašnjake i trebalo je stalno pronalaziti nova polja, što je bio jedan od razloga osvajačke politike.
Robovski je rad zahtijevao brojniju radnu snagu, ali je održavao na životu primitivne tehnologije u procesima poput žetve, mlaćenja i rešetanja. Robovi su bili obučavani za specijalizirane radove. S druge strane, neposjedovanje prikladne konjske orme i pluga ograničavalo je tla koja se moglo obrađivati. U priručnicima iz toga doba se vidi da je većina tehnologija uzgoja voća i povrća koje koristimo danas bila već poznata i korištena. U doba carstva održale su se stare metode seljačkog rada. Poljoprivredne radove obavljali su muški članovi obitelji, kojima su pomagali robovi i nadničari, ako je bilo potrebno. Usavršavanje poljoprivrede u provincijama bilo je dijelom i plod svestranije primjene alata specijaliziranog i usavršenog tipa. Plugovi različitih tipova, drljače, grablje, motike od metala ili drva, lopate, specijalni alat za mlaćenje i prosijavanje žita.
Posebno je važno poboljšanje pluga. Takozvani aratrum, laki plug koji je bio primjeren pješčanim tlima sredozemnog područja, je poboljšan putem dva dodatka: dodano mu je crtalo (okomiti nož učvršćen na prednjoj strani lemeša), te daska iza njega za prevrtanje zemlje. To je rimski "teški plug", koji će punu važnost steći tek u srednjem vijeku.
Ponegdje nailazimo na poljoprivredne strojeve složenije konstrukcije. Primjer je mehanička žetelica, koja se prema Pliniju upotrebljavala u Galiji u 1. st. Imala je metalne zube i kotače, a vukle su ju životinje. Čini se da je korištena do 4. st. Tu spada i tijesak za vino s vijkom, te vodenice. Iz Galije potiče i dvodijelni mlat za žito, dva štapa spojena šarkom, koji je bio mnogo praktičnija naprava za vršenje žita nego obični štap ili gaženje. Pompejski mlin je bio rotacioni mlin kojeg je velika prednost pred ranijim vrstama mlinova bilo to što je mogao koristiti snagu životinja (obično magarac, povremeno i konj). Taj je mlin bio prilično jednostavan i jeftin za izradu. Donji je kamen imao oblik tupog stošca, a gornji oblik pješčanoga sata.

### Rudarstvoi kovinarstvo
Plinije Stariji spominje dvije novine uvedene u stari postupak dobivanja zlata iz riječnog pijeska, vjerojatno uvedene u vremenu kasne Republike. U jednoj od njih se primjenjuje tlak vode za razbijanje gruda u kojima se nalazi zlato, a drugom se izvlači zlatna prašina pomoću žive koja se kasnije uklanjala filtriranjem i destiliranjem. U doba ranog carstva industrija metala se razvijala na više načina. Većinu željezne robe su i dalje izrađivali kovači na ognjištu kovačnice u malim radionicama. U Puteoliju je bila skoncentrirana trgovina željezom, gdje je sirovo željezo dovoženo s Elbe i prerađivano. To nije dovelo do specijalizacije, svaki je majstor radio u svojoj radionici. 
Proizvodnja bakrenog i brončanog alata je dovela do pravog tvorničkog sustava, jer su se tu udružili različiti procesi i obrtnička umijeća. Središte je bilo u Capui. Velike su tvornice upošljavale stotine ljudi i proizvodi su izvoženi sve do Britanije i Germanije. Velike industrije često su koristile robovski rad i "lančane" metode proizvodnje. Kopanje i prerada metalnih ruda spadalo je u takve djelatnosti. Iskapali su se podzemni hodnici ili rovovi iz kojih se izvlačila ruda. Bila je veoma rasprostranjena proizvodnja brončanih legura, i to valjanih, tučenih i taljenih, a bili su poznati i prilično usavršeni postupci kovačkog zavarivanja.  Obrada željeza bila je mučan i tegoban posao, jer nije postojao mijeh sa sigurnosnim ventilima. Potpuno taljenje željeza nije se moglo postići, pa se je metal stoga morao zagrijavanjem najprije dovesti u spužvasti oblik, a zatim ga je trebalo otvrdnuti pomoću čekića i nakovnja i kaliti uranjanjem u vodu. 
Rimljani su u Britaniji vadili ugljen od 100. nadalje. Rimskim je rudnicima upravljala država, a radna snaga su bili uglavnom robovi i robijaši. Rudnik bakra u današnjoj Córdobi je imao okno duboko 206 metara, dok su u drugom rudniku u Španjolskoj rimski rudari probili galerije duge 1000 metara i duboke 200 metara, u potrazi za slojevima olova bogatim srebrom. Rimljani su rudarske postupke uzdigli do visina nedostižnih u srednjem vijeku – novi postupci ispiranja, probijanja galerija, kopanja okana, osvjetljavanja i ventiliranja, odvodnjavanja, podgrađivanja, izvoženja, geološkog istraživanja, kao i bolji, željezni alat. U jednom rimskom rudniku u Španjolskoj pronađeno je gnijezdo drvenih vodeničkih kola na brončanim osovinama. Pokretali su ih robovi koji su se uspinjali njihovim obodom, a sustav je dizao vodu s dna na površinu svladavajući visinsku razliku od 30 metara.

### Industrijska proizvodnja
U doba ranog Carstva, kako su ljudi postajali bogatiji, stvorilo se šire tržište koje je zahtijevalo porast trgovine i specijalizaciju proizvodnje. Porasla je podjela rada i nastalo je nešto nalik tvorničkom sustavu za proizvodnju nekih roba u velikoj količini. Općenito su postojala tri sustava proizvodnje: kućna radinost, obrtnički rad i industrijska proizvodnja. Kućna se radinost tradicionalno obavljala u seoskim okruzima, gdje su obitelji nastojale da se gospodarski osamostale (da same proizvode sve što im treba). Time su također upošljavali robove kad nije bilo poljoprivrednih radova. To je podjednako vrijedilo i za velika i za mala imanja. Na svim tim imanjima je postojala privreda zatvorenog tipa: proizvodnja tkanina, kruha, namještaja, odjeće, obuće, košara, grube lončarije, opeke, štavljene kože, kućnih potrepština od drveta i metala.
U gradovima je takvu proizvodnju zamijenila obrtnička. Robu su tu proizvodile male tvornice i radionice koje su upošljavale uglavnom neizučene radnike. Proizvođeno je bez uporabe strojeva: kućne potrepštine, namještaj, predmeti od kože i tkanine, staklo, nakit, čipke, kozmetika. 
U većim tvornicama, u kojima su radili robovi, povećana je specijalizacija. No neki razvoj većih razmjera bio je onemogućen visokom cijenom prijevoza po kopnu i korištenjem robovskog rada. Mnogi su bogati ljudi koristili vlastite robove za industrijsku proizvodnju, koju bi inače osigurala trgovina. Osim toga, izvor jeftinoga rada nije ohrabrivao inventivnost u sredstvima za uštedu rada, koja bi mogla potaknuti novi razvoj. Nije bilo razloga za konstruiranje i uvođenje strojeva. Primjer "velike industrije" je proizvodnja crvenog stolnog posuđa u Arretiumu (Samiansko suđe), koja je počela oko 30. pr. Kr. Bilo je izvoženo gotovo posvuda. Najveća poznata radionica upošljavala je 58 robova. 
Druga specijalizirana industrija bila je proizvodnja staklenog suđa, koja je dobila veliki zamah nakon izuma puhanja stakla u Sidonu nakon 40. pr. Kr. Ranije je staklo bilo ulijevano u kalupe. Važan se razvoj dogodio na području puhanja stakla, koje je napredovalo zbog raspoloživosti željeznih cijevi za puhanje. Puhanje stakla je izumljeno u rimskoj provinciji Siriji u 1. stoljeću. U Rimu su proizvođene mnoge vrste stakla, za prozore, zrcala, žare i boce, za ukrase zgrada. 
Rimsko gospodarstvo se u vremenu pr. Kr. uglavnom temeljila na samom gradu Rimu i njegovoj okolici. Glavnina proizvoda dolazila je iz njegovih peći, tvornica za preradu kovina i izradu tkanina i lončarije, kao i iz zlatarskih radionica. Treba također spomenuti industriju namještaja, tekstilnu industriju i valjaonice sukna, industriju lončarije, industriju stakla, proizvodnju mirisa, kozmetičkih artikala, boja i lijekova, izradu nakita.

### Graditeljstvo
Veliki doprinosi rimske tehnologije bili su u arhitekturi i poljodjelstvu. Gradnja akvadukata, amfiteatara i bazilika zahtijevala je razvoj tehnike luka i lučnog svoda, koju je omogućila uporaba pečene opeke i betona od vulkanskog pepela (Pozzuoli) i vapna (tzv. opus caementicium). Akvadukti su već prije građeni u drevnom Egiptu, Mezopotamiji i Grčkoj, ali su rimski akvadukti bili mnogo veći. Cigla je u građevinarstvu ušla u širu uporabu nakon doba Klaudija, posebno nakon požara za Nerona. Proizvodnja cigle postala je dobar posao.
Drevni Rimljani su uveli uporabu cementa pri gradnji, što je dovelo do izuma betona. Rimljani su imali izvrsnu vapnenu žbuku. Miješajući tu žbuku s vulkanskim pepelom dobili su cement, koji pak pomiješan s pijeskom i šljunkom daje beton. Oblikovali su polukružni luk od opeke i betona, što je zamijenilo arhitekturu stupova i nadvratnika, koju su koristili Egipćani i Grci. No rimska arhitektura nije iskoristila mogućnosti luka u onoj mjeri u kojoj je to učinila gotička u srednjem vijeku. Polukružni luk jako opterećuje noseće zidove, koji stoga moraju biti vrlo masivni, a korišten za mostove zahtijeva masivne noseće stupove, izvrgnute eroziji toka vode.
U velikim gradovima, gdje je zemljište bilo skupo i gdje je trebalo smjestiti mnogobrojno stanovništvo, pojavljuju se u doba carstva velike stambene zgrade podijeljene na mnogo lokala i malih stanova. Tu je pojava nove tehnike građenja uporabom opeka i tvrde žbuke izvršila pravu revoluciju. Pojava novih metoda građenja omogućila je projektiranje prostranih stambenih kuća s pet ili više katova. Poboljšanje umijeća i sredstava je pomoglo pri građenju građevina i spomenika. Korištenjem naprava poput zupčanika, koloturnika, poluga i uređaja za prijenos (transmisiju), Rimljani su bili u stanju izraditi bolje dizalice i druga pomagala koja su im omogućila podizanje i prenošenje velikih tereta.
Kvaliteta komunalnog sustava u Carstvu je bila vrlo visoka. Primjerice, za vodovod su korištene olovne i keramičke cijevi. Rim je zahtijevao i velike količine olovnih cijevi za vodovod, ali to nije dovelo do industrijske proizvodnje. Proizvodili su ih sami vodoinstalateri. 
Najslavnije ceste Staroga svijeta izgradili su Rimljani. Upravo je mreža cesta držala Carstvo na okupu, jer su one bile arterije njegova poreznog sustava i sredstvo premještanja vojske. Kad se Carstvo raspalo, barbari i pobunjenici su najprije počeli raskapati ceste, pa ipak su mnoge dijelovi sve do danas ostali netaknuti, što ukazuje na izvrsnost rimske cestogradnje. Najstarije rimske ceste su bile izgrađene od drva i često su premošćivale močvarna područja. One kasnije, počev od izgradnje središnje mreže u Italiji u 4. st. pr. Kr., bile su mnogo trajnije. Imale su temelj od kamenih blokova, na koje su se naizmjence stavljali slojevi tucanika i betona, dok se površinski sloj slagao od kamenih blokova, nabijenog šljunka ili betona. Bile su blago ispupčene, zbog otjecanja vode. Do 2. st. Rimljani su izgradili oko 77 500 kilometara dobrih cesta.
Najimpresivniji rimski zid je Hadrijanov zid, kojeg je car Hadrijan (117. – 138.) podigao preko južne Škotske, od mora do mora, u duljini od 200 kilometara, a za obranu od barbara sa sjevera. Uglavnom je bio izgrađen od kamena, a na razmaku od jedne milje su bile postavljene kule. Zid je bio visok 5,5 metara, širok 3 metra, dovoljno da po njemu može stupati vojska u dvoredu. S obje strane zida je bio iskopan 9 metara širok jarak, a s južne je strane izgrađena cesta.

### Prijevoz
Strogo su razlikovana dva tipa broda: dugi i obli. Dugi brod (galija) su pokretala duga vesla, imao je malo prostora za teret u uskom trupu i uglavnom je korišten u ratne svrhe. Obli brod su pokretala kvadratna jedra, imao je dubok trup, bio je nespretan za upravljanje (pomoću vesala smještenih sa strane u blizini krme), ali izdržljiv i korišten je za prijevoz tereta. Glavni je problem bila plovidba protiv vjetra, što je rješavano cik-cak plovidbom. Tijekom 1. st. pojavilo se Latinsko jedro, trokutasto jedro razapeto uzduž broda od pramca do krme, koje je moglo hvatati vjetar s obje strane. No baratanje njime je bilo teško i uglavnom je korišteno na manjim plovilima. 
Kopneni prijevoz bio je ograničen, unatoč dobrim cestama, neprikladnom zapregom, koja nije omogućivala djelotvorno uprezanje konja, kao i drugim problemima, poput ovjesa i podmazivanja.

### Vodenice
Vodeničko kolo kojeg vrti snaga vode je jedini stroj za proizvodnju energije što ga je poznavala antika, a javlja se u Grčkoj oko 100. pr. Kr. Ako izuzmemo energiju vodene struje koja je tjerala mlinove, kao jedini izvor energije u antici služila je snaga ljudskih ili životinjskih mišića. Velike dizalice pokretali su ljudi hodajući u unutrašnjosti velikih kotača pokretanih gaženjem.
Čini se da se je vodoravno vodeničko kolo pojavilo u Armeniji oko 200. pr. Kr., razvijeno izravno od rotacionog ručnog žrvnja. Kolo s lopaticama bilo je vodoravno uronjeno u vodu i s jedne strane zaštićeno od struje ili s jedne strane izloženo struji vode iz točila, tj. žlijeba. Takvo je kolo prikladno za male tokove i umjerene struje i lako se povezuje s mlinskim kamenom pomoću okomite osovine. Kasnije je u uporabu ušlo okomito kolo, utemeljeno na kolu za dizanje vode koje se otprije rabilo u drevnom Egiptu. Naime, u to se vrijeme spominje i vodeni bubanj i Arhimedov vijak. Te su sprave pokretali ljudi gurajući ih bosim nogama. Kasnije se pojavio kotač koji se tjerao gaženjem, a nosio je sa strane četvrtaste grabilice pomoću kojih je grabio vodu i izlijevao je s visine koja je malo zaostajala za njegovim promjerom. Kasnije su na nj bile pričvršćene lopatice, pa ga je tako pokretala sama vodena struja. Još kasnije je na njegovu osovinu montiran zupčanik, spojen s drugim zupčanikom, montiranim na okomitu osovinu, koji je tjerao mlinski kamen. Vodenicu s okomitim kolom spominje više autora od 1. stoljeća nadalje, a prvi posve pouzdan opis potiče od Vitruvija, koji kaže da ona spada među »strojeve koji se rijetko koriste«. Rimljani su proširili uporabu vodenica, premda uistinu važne postaju tek u srednjem vijeku.
Vitruvije opisuje kolo tjerano vodom odozdo – donji dio vodeničkog kola je uronjen u vodu, tako da ga struja vode vrti u suprotnom smjeru. Učinkovitost takvih kola je 15-30%, što je dovoljno za mljevenje pšenice. Učinkovitija su kola tjerana odozgo – voda se jarkom ili žlijebom dovodi na vrh kola, čime se iskorištava čitava težina vode, što daje učinkovitost od 50-70%. No takva je vodenica očigledno skuplja. No prošlo je mnogo vremena dok je vodenica postala donekle uobičajen izvor energije. Imamo malo pouzdanih arheoloških nalaza u svezi s antičkim vodenicama općenito i niti jedan prije 2. st. Sustavno korištenje snage vode, kao u nizu od 16 vodenica kod Barbégala kraj Arlesa, na jugu Francuske, je iz još kasnijeg doba. Mlin u Barbegalu je prvi put korišten sredinom 3. stoljeća, a do kraja 4. stoljeća je opskrba mlinova vodom postala predmet zakonske regulative i parničenja.
Iz 3. i 4. stoljeća potiču, doduše sporni, tragovi o korištenju pila pokretanih vodenim kolom (primjerice Ausonije, 4. st.), što bi podrazumijevalo uporabu radilice (mehanizam s koljenastim vratilom i ojnicom) za pretvaranje kružnoga gibanja u pravocrtno. S druge strane neki povjesničari smatraju da je tvrdnja da se utjecaj vodenice u punoj mjeri osjeća tek u srednjem vijeku kriva, a nastala je stoga što rimski povjesničari vodenice rijetko spominju. No noviji arheološki nalazi pokazuju da su one bile uobičajeni dio opreme vila, tvrđava i gradova širom carstva. 
Jedna od prepreka za brže širenje vodenica koja se često spominje je nedostatak prikladnih vodenih tokova u mnogim dijelovima antičkog civiliziranog svijeta. Idealni vodeni tok je brza struja vode, koja se ne mijenja tijekom godine. Takvi su vodeni tokovi relativno česti sjeverno od Alpa, ali rijetki u Grčkoj, Italiji i Maloj Aziji. Tom se problemu moglo doskočiti dodajući kolu umjetni vodotok (preljev brane), te su uistinu sve otkrivene glavne antičke vodenice bile tako opskrbljivane vodom. Problem je bilo moguće riješiti i na drugi način, tako da se vodenica izgradi na plutajućoj platformi usidrenoj na rijeci, a i to je rješenje bilo poznato u kasnoj antici. Prokopije u djelu O gotskom ratu opisuje jedan takav plutajući mlin, kojeg je bizantinski vojskovođa Belizar izgradio na Tiberu tijekom opsade Rima 537.